# Sphagnum sericeum
Sphagnum sericeum är en bladmossart som beskrevs av C. Müller 1847. Sphagnum sericeum ingår i släktet vitmossor, och familjen Sphagnaceae. Inga underarter finns listade i Catalogue of Life.